# Liste der Monuments historiques in Nassigny
Die Liste der Monuments historiques in Nassigny führt die Monuments historiques in der französischen Gemeinde Nassigny auf.

## Liste der Bauwerke
| Bezeichnung                                       | Beschreibung                                                                                 | Standort | Kennzeichnung | Schutzstatus | Datum | Bild           |
| ------------------------------------------------- | -------------------------------------------------------------------------------------------- | -------- | ------------- | ------------ | ----- | -------------- |
| Château de la Guerche (Fotos in der Base Mérimée) | mittelalterliche Burg, im 18. Jahrhundert zum Schloss umgebaut                               | (Lage)   | PA00093238    | Inscrit      | 1981  |                |
| Chateau de Nassigny                               | Burganlage, 14. Jahrhundert, im 16. und 19. Jahrhundert zum Schloss umgebaut; mit Taubenturm | (Lage)   | PA00093237    | Inscrit      | 1979  | weitere Bilder |

## Liste der Objekte
| Bezeichnung                   | Beschreibung           | Standort                       | Kennzeichnung | Schutzstatus | Datum | Bild |
| ----------------------------- | ---------------------- | ------------------------------ | ------------- | ------------ | ----- | ---- |
| Skulptur eines Bischofs       | Holz                   | in der Kirche St-Martin (Lage) | PM03001839    | Inscrit      | 1990  |      |
| Taufbecken                    | Stein, 11. Jahrhundert | in der Kirche St-Martin (Lage) | PM03000414    | Classé       | 1938  |      |
| Skulptur Madonna mit Kind     | Holz                   | in der Kirche St-Martin (Lage) | PM03001838    | Inscrit      | 1990  |      |
| Wendeltreppe, Kamin und Decke | 16. Jahrhundert        | im Château de Nassigny (Lage)  | PM03000650    | Classé       | 1979  |      |